# Chiropteropsylla brockmani
Chiropteropsylla brockmani är en loppart som beskrevs av Rothschild 1915. Chiropteropsylla brockmani ingår i släktet Chiropteropsylla och familjen fladdermusloppor.

## Underarter
Arten delas in i följande underarter:
- C. b. brockmani
- C. b. johnsoni